# خانه جوکار
خانه جوکار مربوط به دوره پهلوی است و در دزفول، محله مقدمیان واقع شده و این اثر در تاریخ ۱۷ اسفند ۱۳۸۱ با شمارهٔ ثبت ۷۵۸۰ به‌عنوان یکی از آثار ملی ایران به ثبت رسیده است.